# Petrovsk
|  | Per a altres significats, vegeu «Petrovsk (Tomsk)». |

Petrovsk - Петровск (rus) - és una ciutat de l'óblast de Saràtov, a Rússia. Petrovsk es troba a la vora del Medvéditsa, a 98 km al nord-oest de Saràtov i a 636 km al sud-est de Moscou.
Ja hi havia al segle xvii a l'emplaçament de l'actual Petrovsk un antic poble mercant. El 1698 Pere el Gran hi feu un post de defensa de la frontera contra les incursions tàtares. Segons una llegenda, el tsar hi anà personalment el 1707, si bé el nom de Petrovsk li fou donat en honor de Pere el Gran, rebé l'estatus de ciutat molt més tard, el 1780.